# Wurzburgo
Wurzburgo (en alemán: Würzburg, pronunciación: /ˈvʏʁt͡sbʊʁk/ⓘ) es una ciudad del estado federado alemán de Baviera, capital de la Baja Franconia. Ubicada a orillas del Meno, fue antigua sede episcopal.
Cuenta con una población de 125 000 habitantes y se encuentra a unos 70 minutos en tren de Fráncfort y Stuttgart y a 100 km de Núremberg. Es una ciudad universitaria.

## Toponimia
En español recibe el nombre de Wurzburgo.
El topónimo en alemán es Würzburg (de würz: ‘especia’ y burg: ‘burgo, ciudad, castillo’).

## Historia
Se sabe que en el emplazamiento de la actual fortaleza de Marienberg se encontraba ya en el año 500 a. C. un castro celta.
En los siguientes siglos se convirtió en una villa celta, de nombre Uburzis.
Los romanos crearon su propia villa sobre el asentamiento celta.
En el año 686, unos misioneros irlandeses ―Cillian, Kolonat y Totnan (más tarde canonizados por la Iglesia católica)― cristianizaron el lugar.
En 742, el religioso anglosajón Bonifacio (más tarde canonizado por la Iglesia católica) fundó la primera diócesis, y nombró a Burcardo de Wurzburgo como primer obispo de la villa.
La primera iglesia en el terreno de la actual catedral data de 788 y fue consagrada ese mismo año por Carlomagno; el edificio actual fue construido entre 1040 y 1225 en un estilo románico muy sobrio.
La universidad fue fundada en 1402 y refundada en 1582.
En el siglo XVI, Wurzburgo fue uno de los centros del levantamiento del campesinado (Guerra de los campesinos alemanes); el castillo fue sitiado, aunque no se consiguió tomarlo. Obispos-duques importantes incluyen a Julius Echter y a los miembros de la familia Schönborn, que crearon la «ciudad barroca».
El 18 de octubre de 1631 Gustavo II Adolfo de Suecia ocupó la ciudad y logró la única toma de la fortaleza de Marienberg, siendo expulsadas las tropas suecas tras su derrota en la batalla de Nördlingen (1634).
En 1720 se comenzaron los cimientos del Palacio Residencial de Wurzburgo, al que en el siglo XX la Unesco declaró Patrimonio de la Humanidad.
Fue capital del efímero Gran Ducado de Wurzburgo. El 4 de mayo de 1814 la ciudad se convirtió en parte del estado de Baviera.
Después de una tenaz resistencia de la guarnición francesa, que no se rindió hasta después del Tratado de Fontainebleau (1814).
Durante la Segunda Guerra Mundial (1939-1945), la ciudad escapó a los bombardeos aliados, pero el plan de destrucción de todas las ciudades alemanas de más de 100 000 habitantes acabó por afectar también a la ciudad, que tenía en ese momento 107 000 habitantes. El 16 de marzo de 1945, dos meses antes de la rendición de Alemania, la ciudad fue bombardeada por la aviación británica, con un resultado del 90 % de destrucción. El centro barroco de la ciudad se perdió de forma irreversible.
Lentamente, los principales monumentos han sido reconstruidos (la fortaleza de Marienberg se terminó de reconstruir en la década de 1990). Actualmente muchos de los restos históricos son réplicas idénticas de los edificios originales. Del palacio residencial quedan originales solo las paredes exteriores y la escalera monumental interior.

## Geografía

### Clima
| Parámetros climáticos promedio de Wurzburgo | Parámetros climáticos promedio de Wurzburgo | Parámetros climáticos promedio de Wurzburgo | Parámetros climáticos promedio de Wurzburgo | Parámetros climáticos promedio de Wurzburgo | Parámetros climáticos promedio de Wurzburgo | Parámetros climáticos promedio de Wurzburgo | Parámetros climáticos promedio de Wurzburgo | Parámetros climáticos promedio de Wurzburgo | Parámetros climáticos promedio de Wurzburgo | Parámetros climáticos promedio de Wurzburgo | Parámetros climáticos promedio de Wurzburgo | Parámetros climáticos promedio de Wurzburgo | Parámetros climáticos promedio de Wurzburgo |
| Mes                                         | Ene.                                        | Feb.                                        | Mar.                                        | Abr.                                        | May.                                        | Jun.                                        | Jul.                                        | Ago.                                        | Sep.                                        | Oct.                                        | Nov.                                        | Dic.                                        | Anual                                       |
| ------------------------------------------- | ------------------------------------------- | ------------------------------------------- | ------------------------------------------- | ------------------------------------------- | ------------------------------------------- | ------------------------------------------- | ------------------------------------------- | ------------------------------------------- | ------------------------------------------- | ------------------------------------------- | ------------------------------------------- | ------------------------------------------- | ------------------------------------------- |
| Temp. máx. media (°C)                       | 2                                           | 4                                           | 9                                           | 14                                          | 19                                          | 22                                          | 24                                          | 23                                          | 20                                          | 14                                          | 7                                           | 3                                           | 13.4                                        |
| Temp. mín. media (°C)                       | -3                                          | -2                                          | 1                                           | 4                                           | 8                                           | 11                                          | 13                                          | 13                                          | 10                                          | 6                                           | 2                                           | -1                                          | 5.2                                         |
| Precipitación total (mm)                    | 43.3                                        | 38.6                                        | 44.9                                        | 47.4                                        | 54.9                                        | 71.8                                        | 54.4                                        | 57.2                                        | 42.6                                        | 42                                          | 49.4                                        | 55.8                                        | 602.3                                       |
| Días de precipitaciones (≥ )                | 16                                          | 13                                          | 11                                          | 12                                          | 13                                          | 14                                          | 13                                          | 13                                          | 12                                          | 12                                          | 14                                          | 13                                          | 156                                         |
| Horas de sol                                | 40.3                                        | 70.7                                        | 117.8                                       | 153                                         | 201.5                                       | 198                                         | 220.1                                       | 201.5                                       | 150                                         | 102.3                                       | 48                                          | 40.3                                        | 1543.5                                      |
| Humedad relativa (%)                        | 85                                          | 80                                          | 75                                          | 69                                          | 68                                          | 69                                          | 68                                          | 70                                          | 76                                          | 81                                          | 84                                          | 85                                          | 75.8                                        |
| Fuente: wetterkontor.de                     |                                             |                                             |                                             |                                             |                                             |                                             |                                             |                                             |                                             |                                             |                                             |                                             |                                             |

## Monumentos y sitios de interés

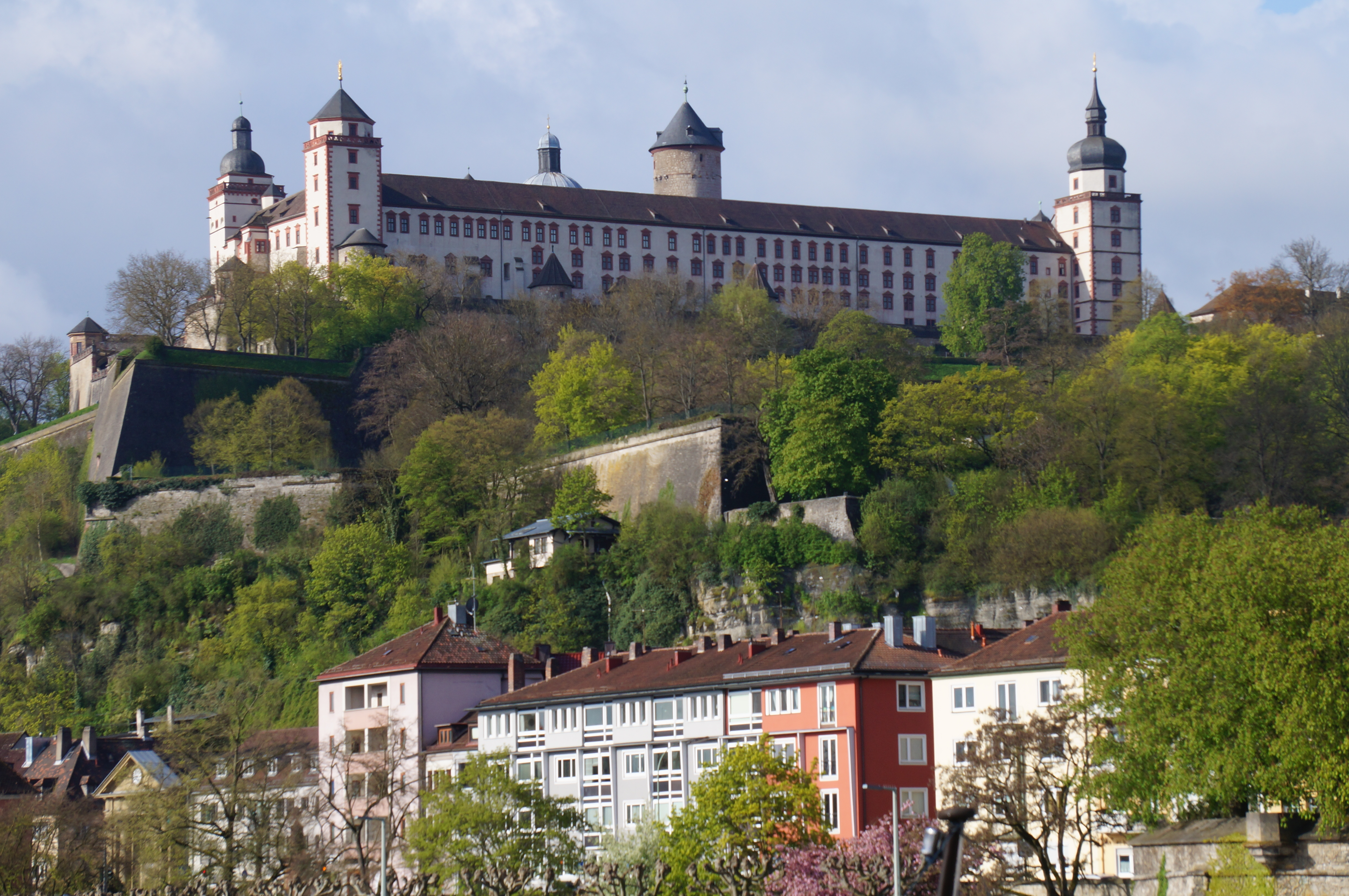
Perspectiva de la Fortaleza Marienberg.

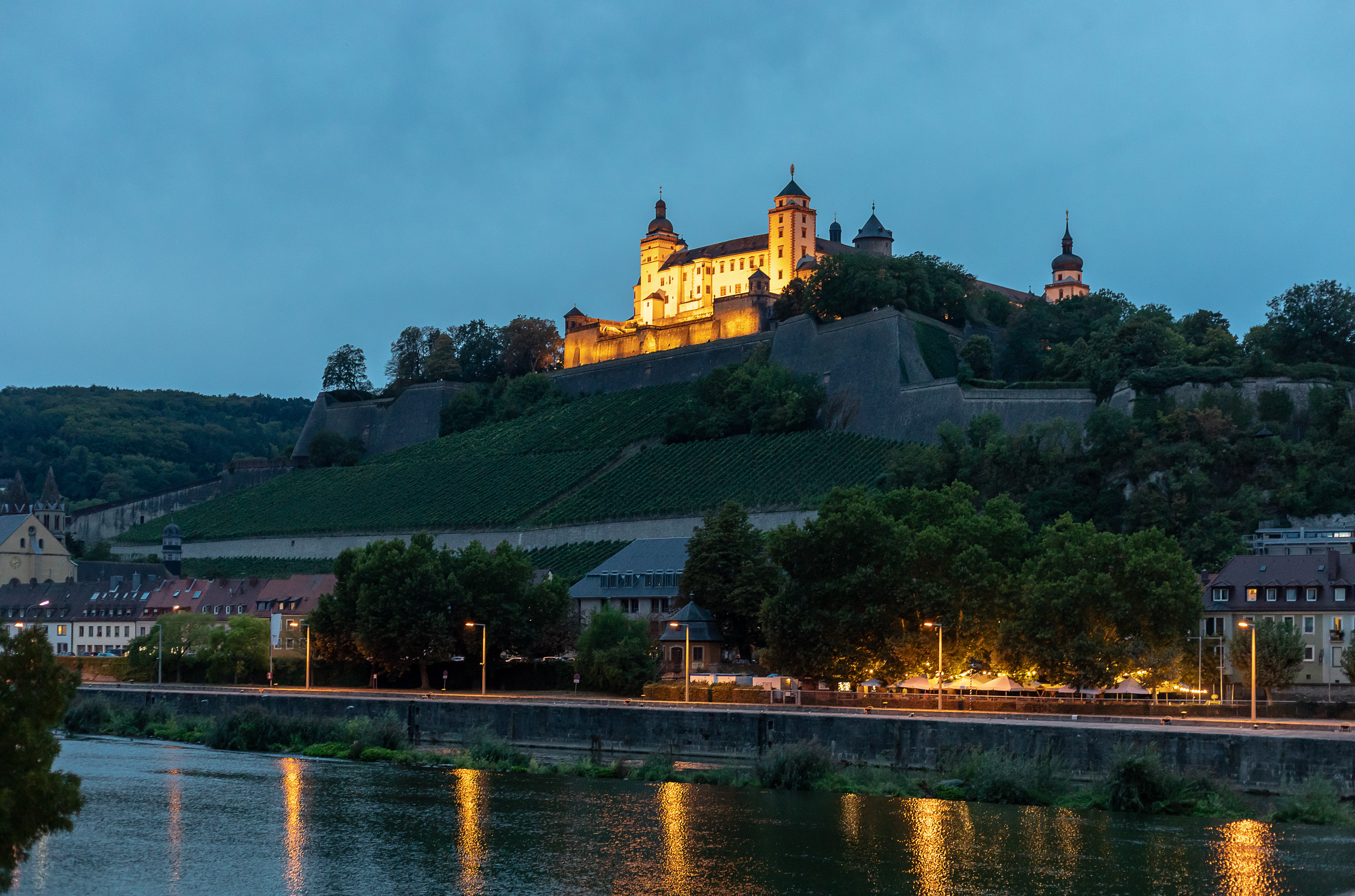
Fortaleza Marienberg en el Main (río).

Puente Viejo

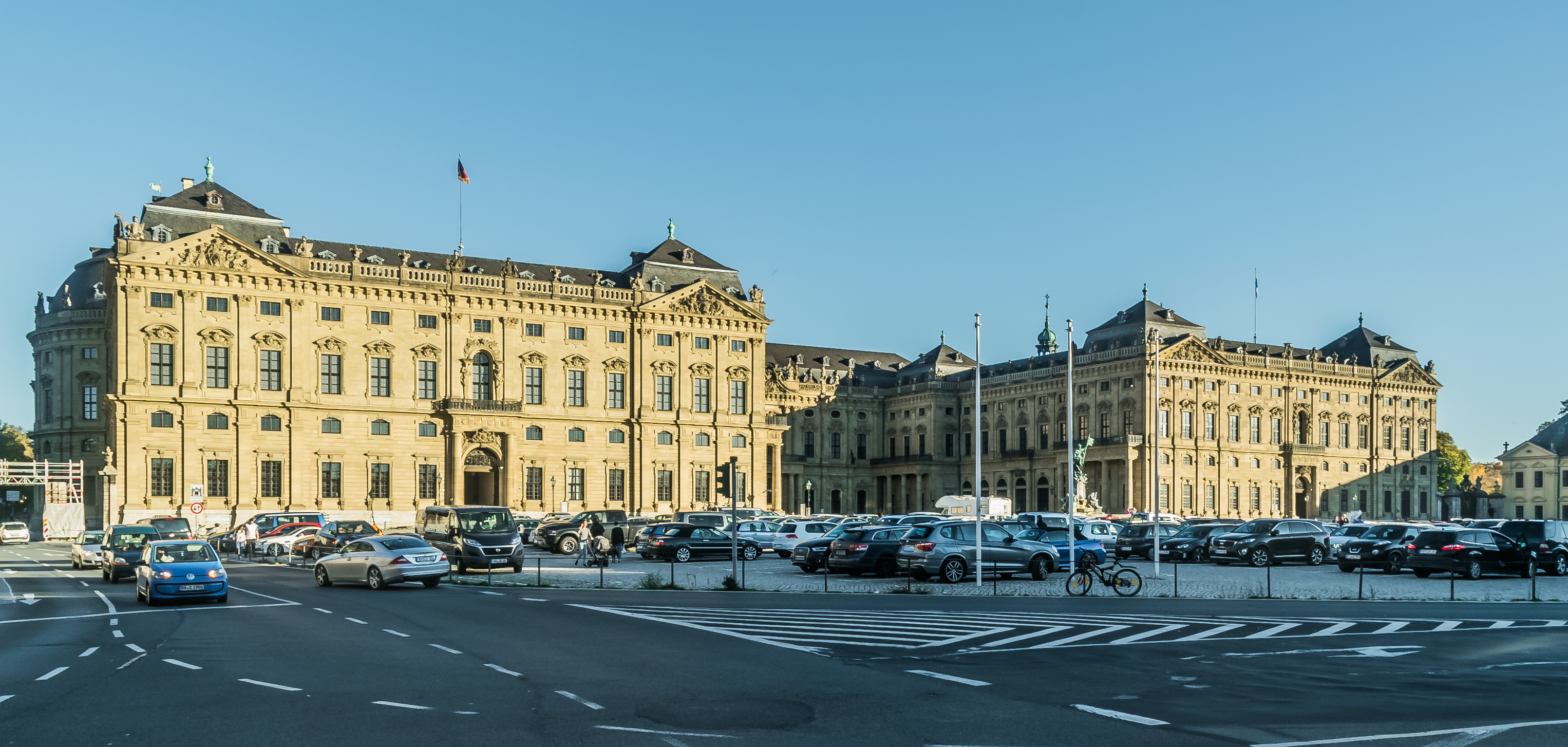
La Residencia de Wurzburgo.

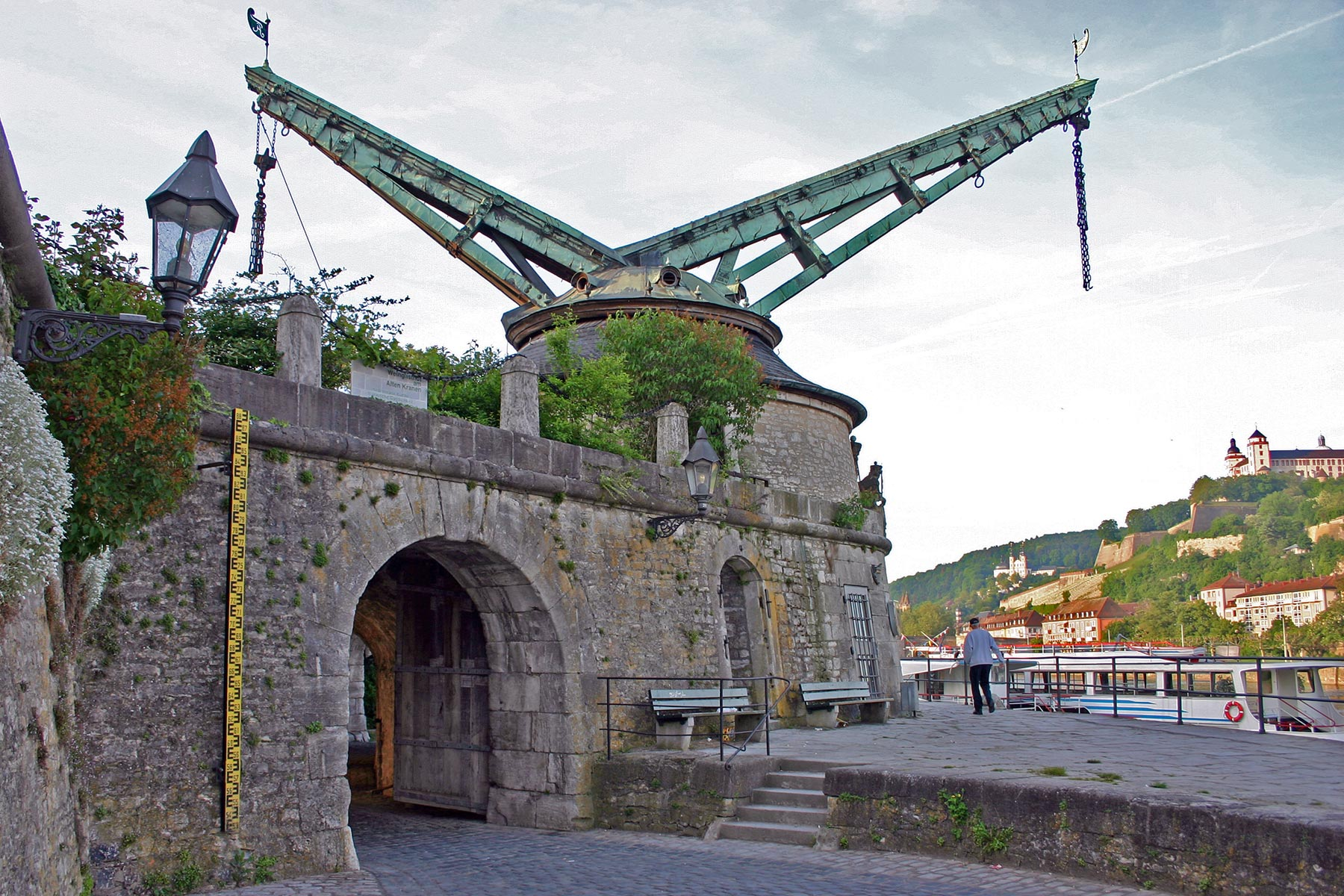
La Grúa vieja.

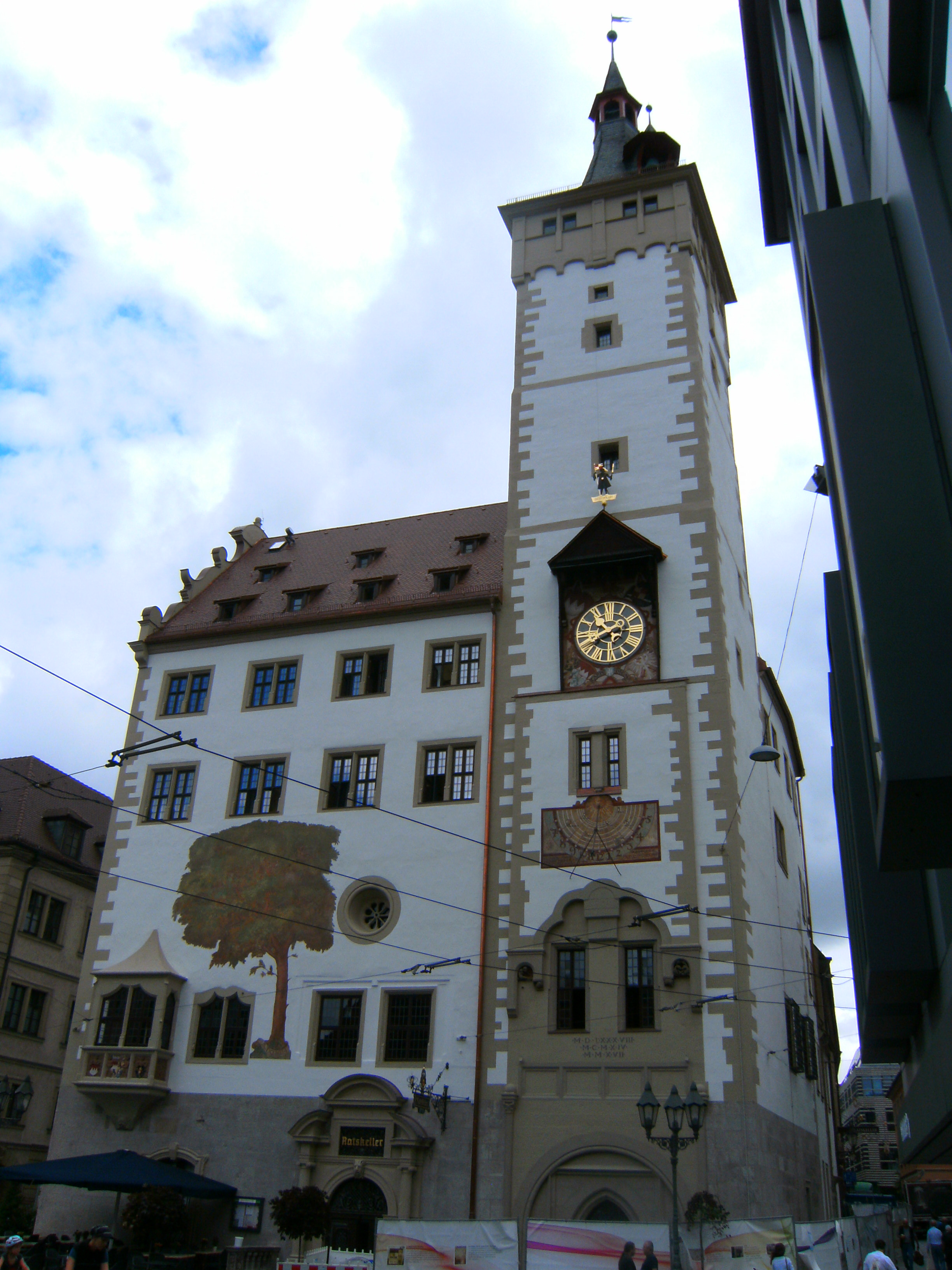
El Ayuntamiento.

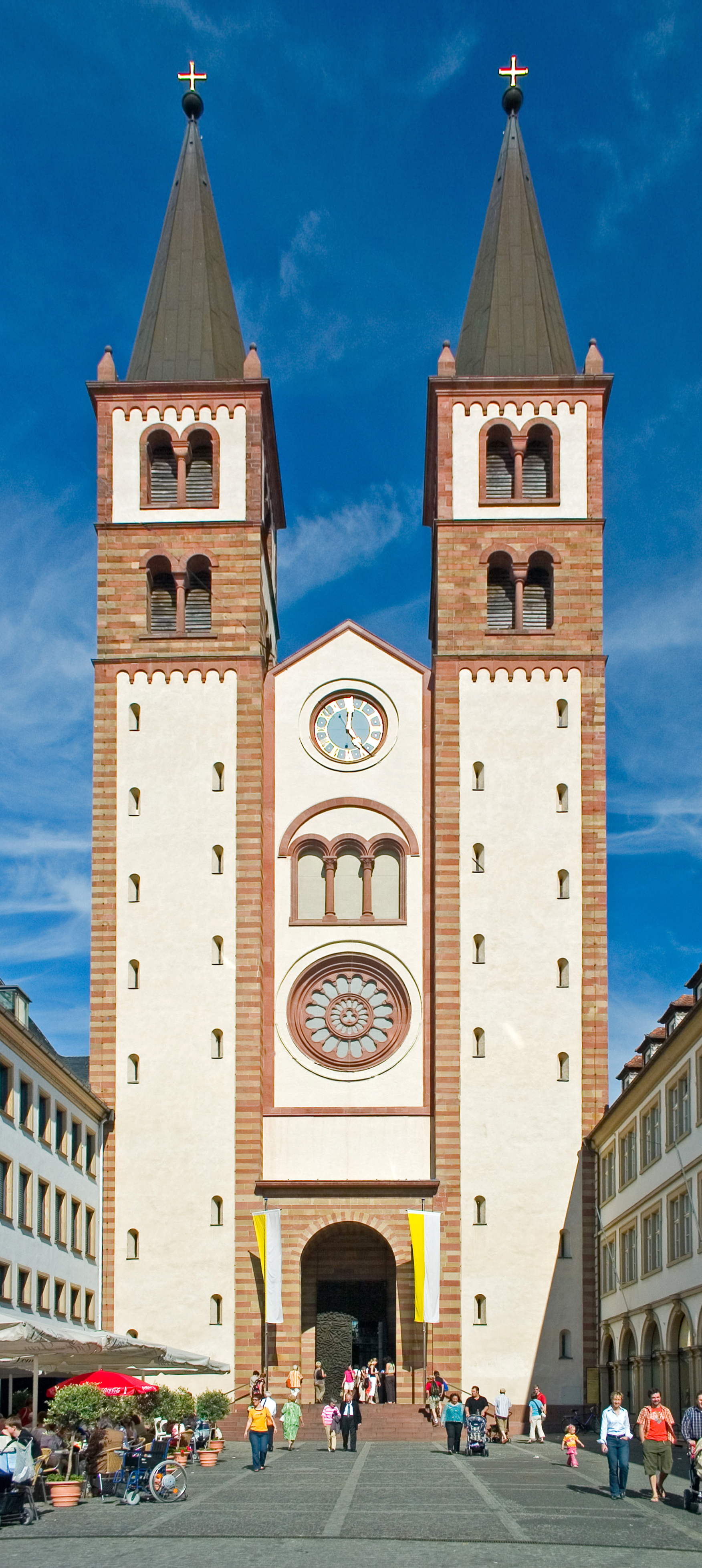
La Catedral de San Cillian.

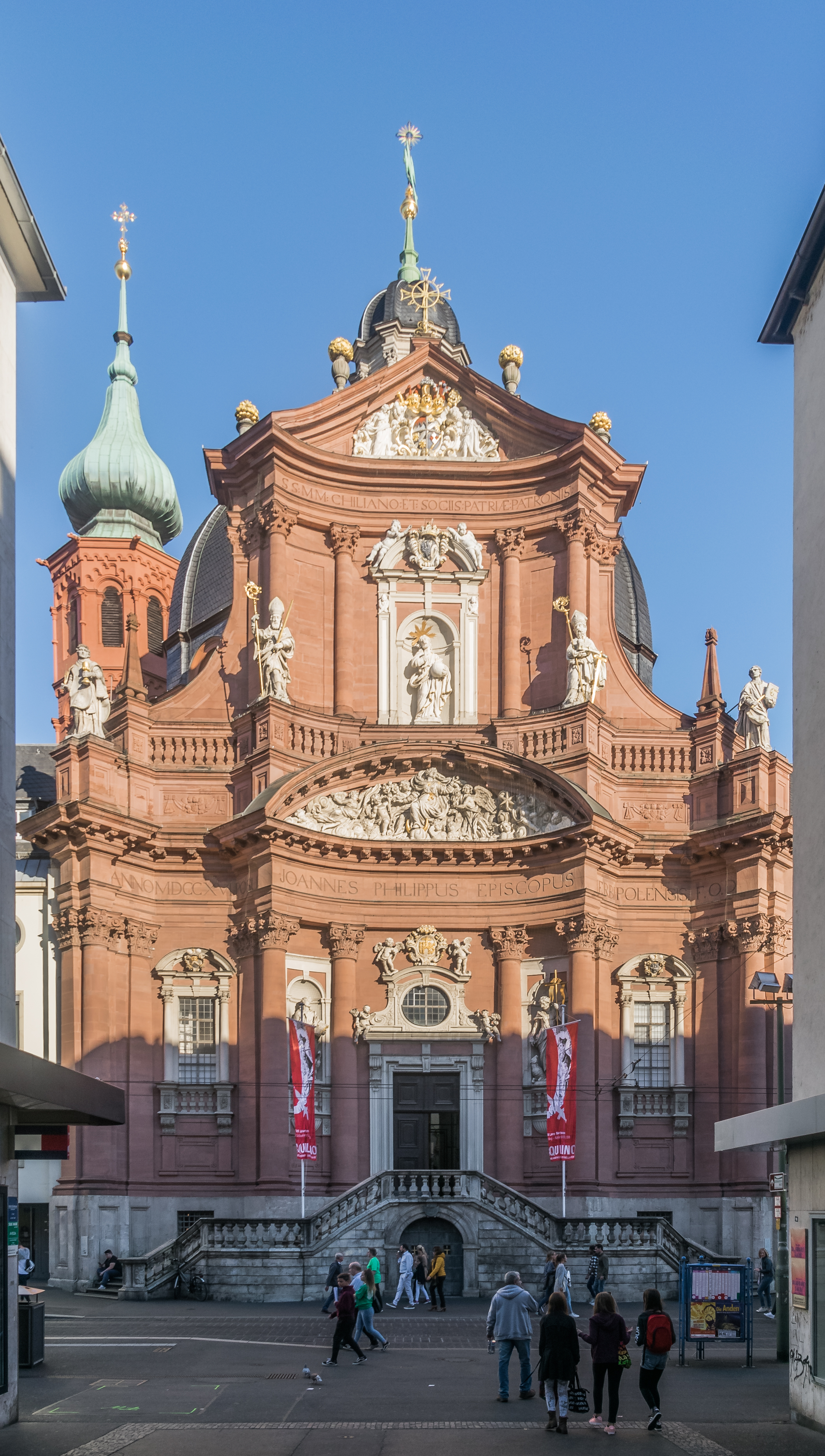
Iglesia Neumünster.

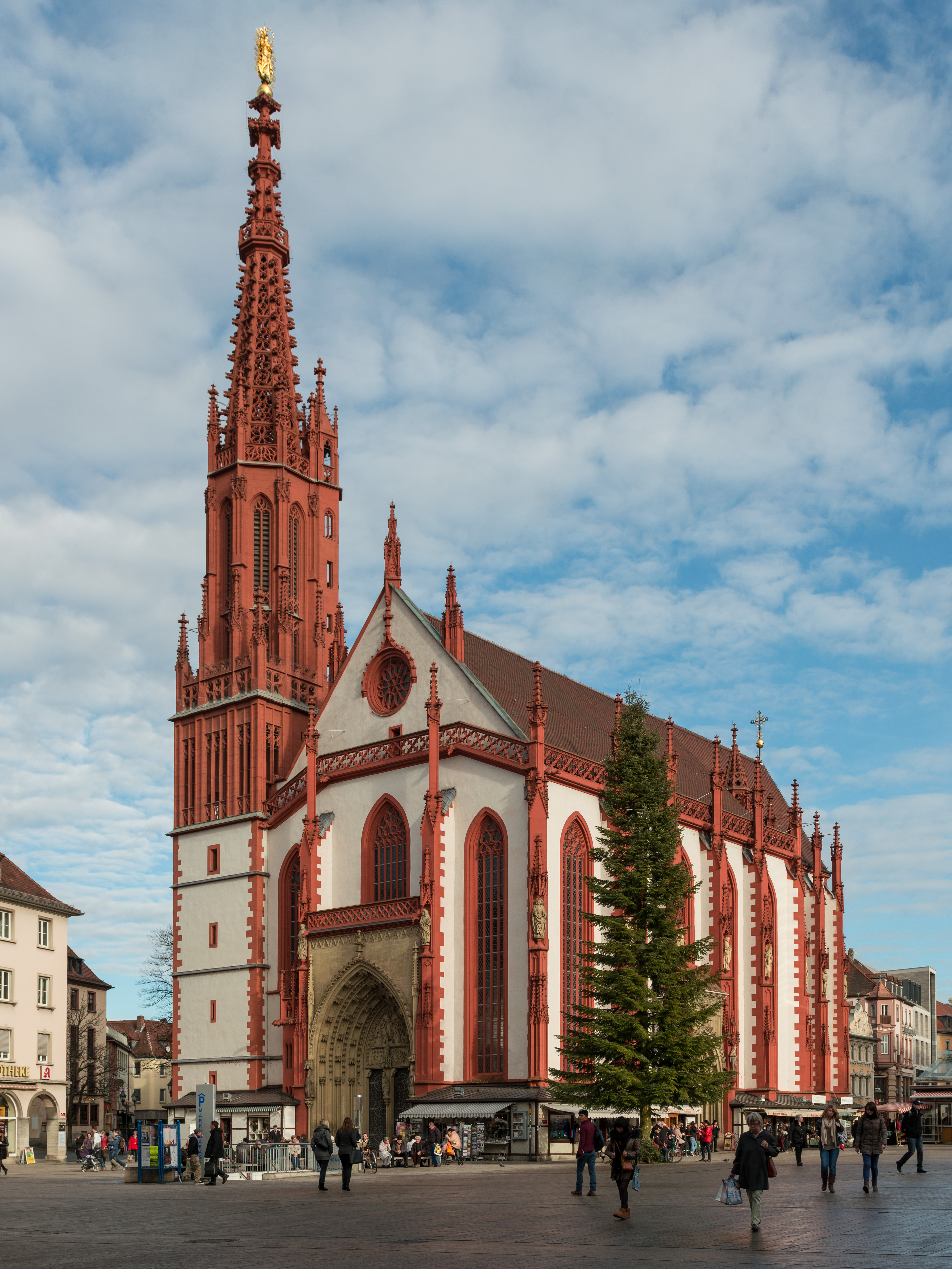
Capilla de María.

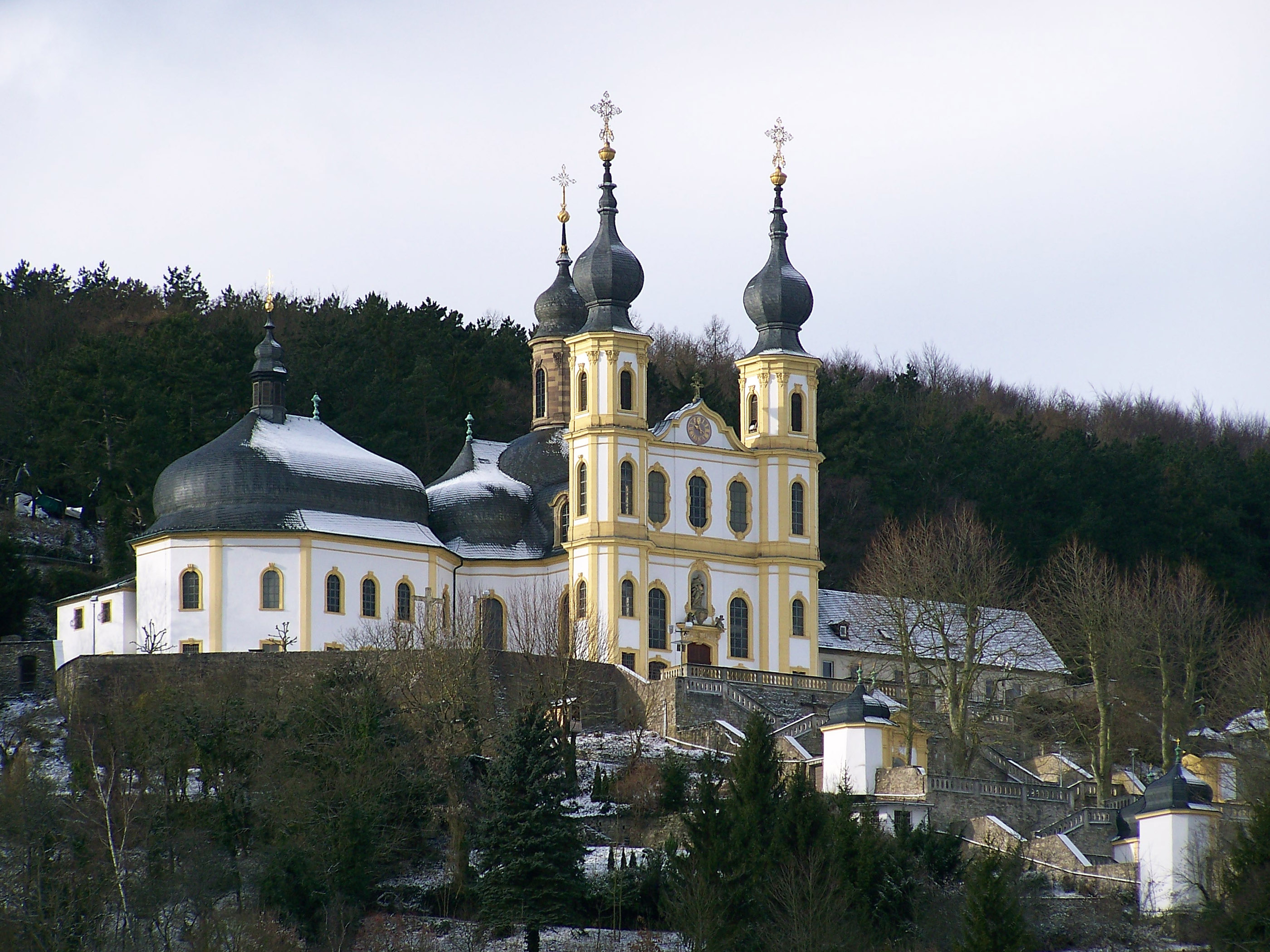
Capilla Käppele.

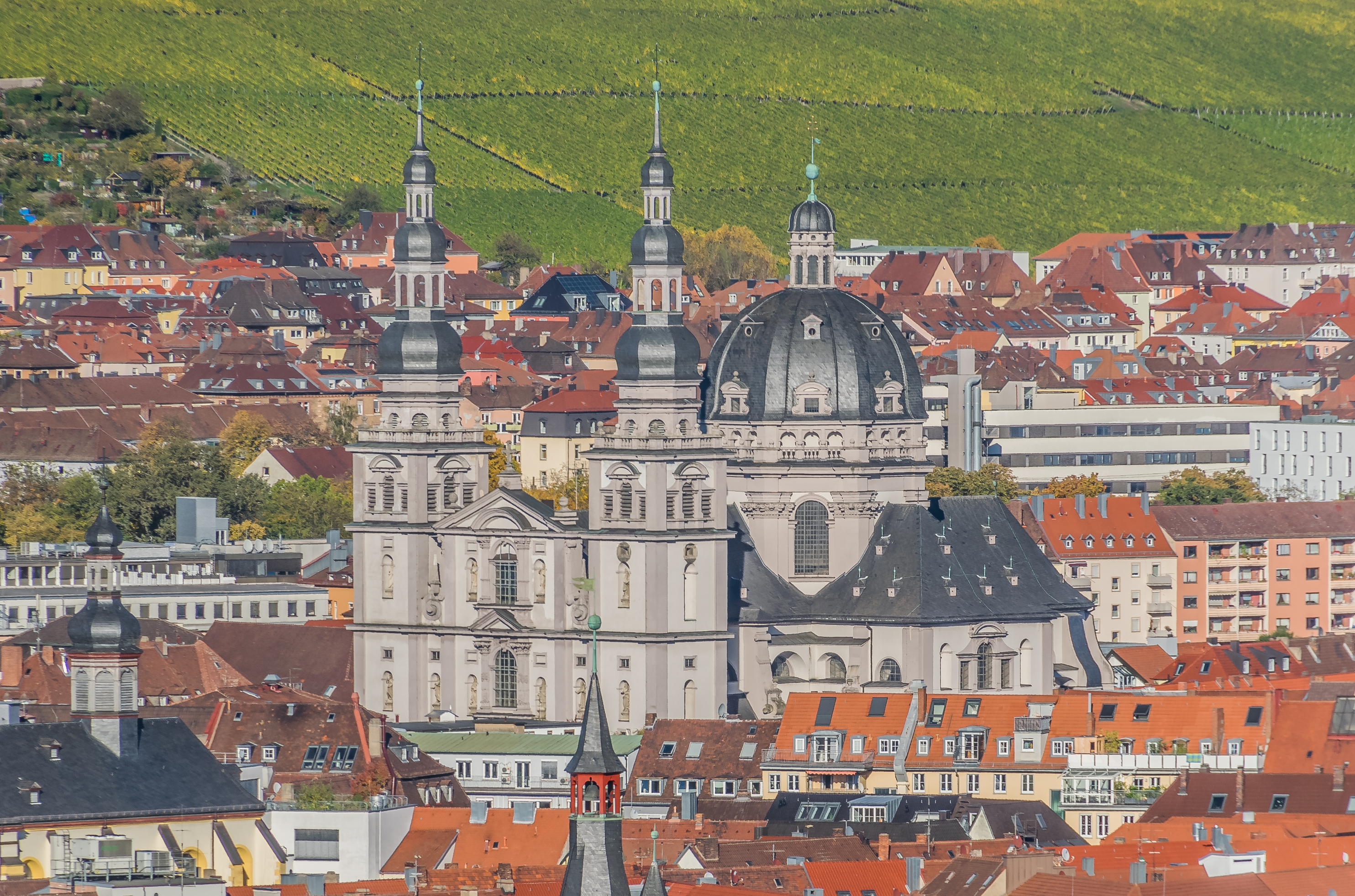
Stift Haug.

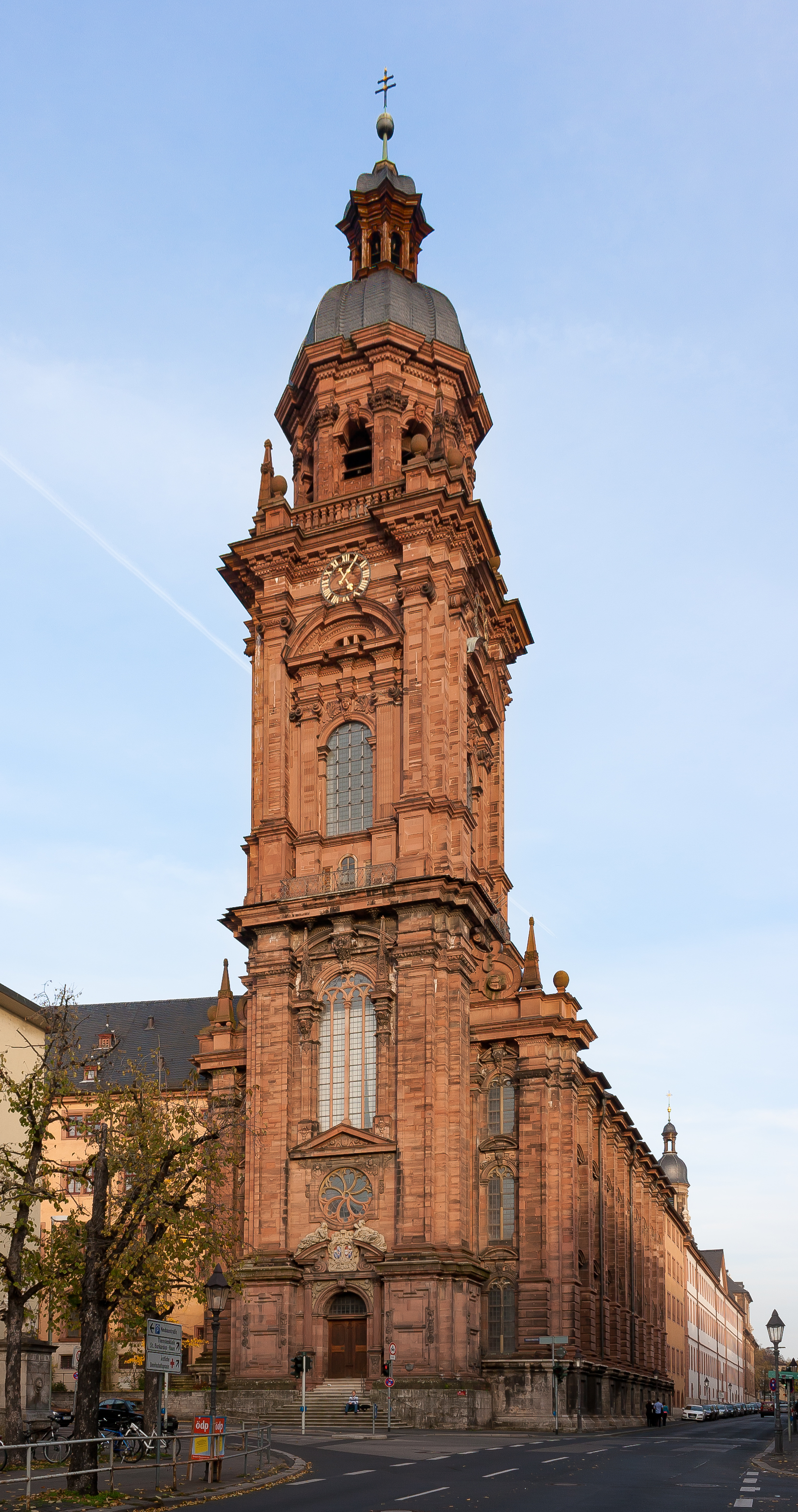
Iglesia Neubaukirche

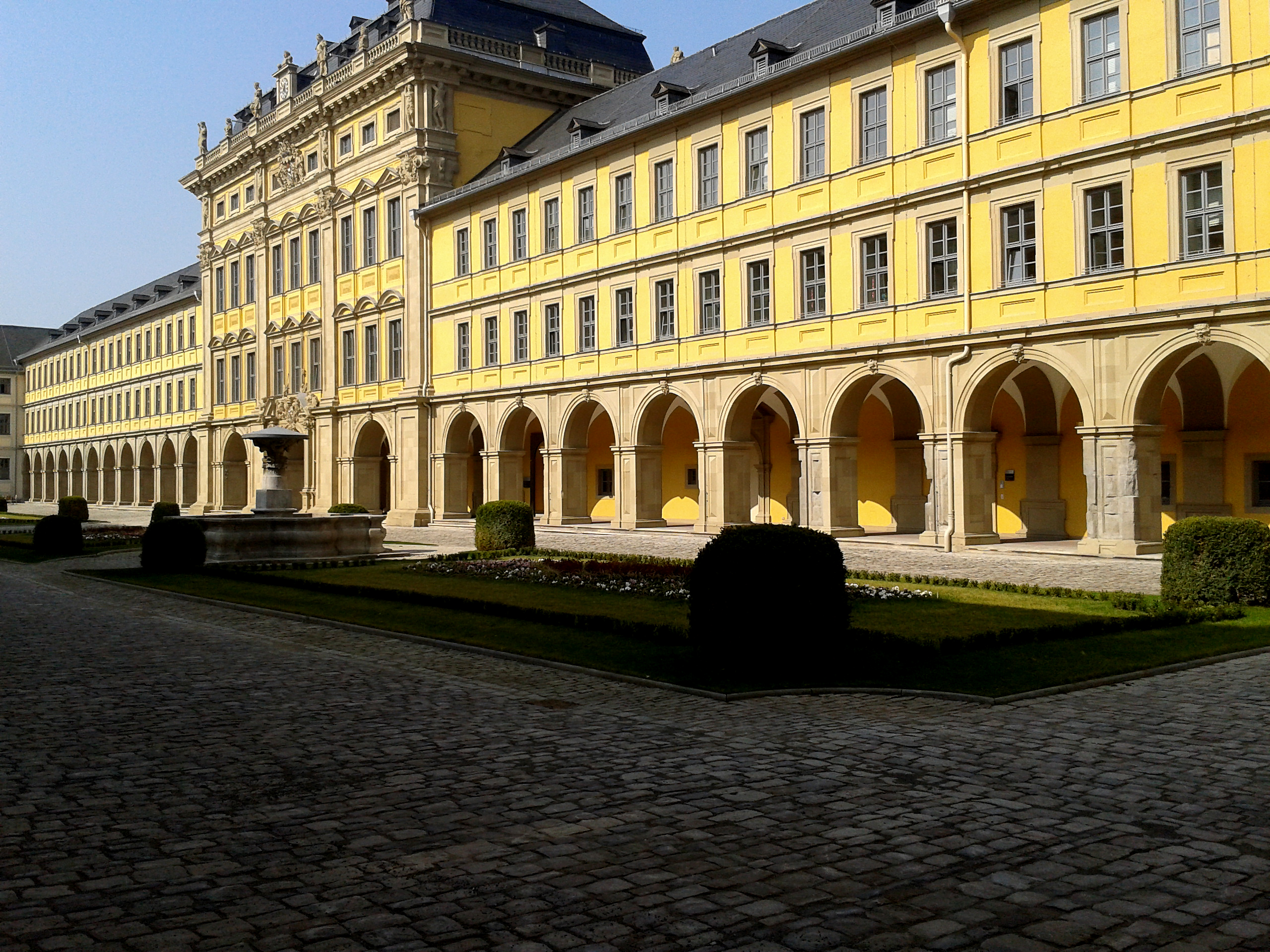
Juliusspital.

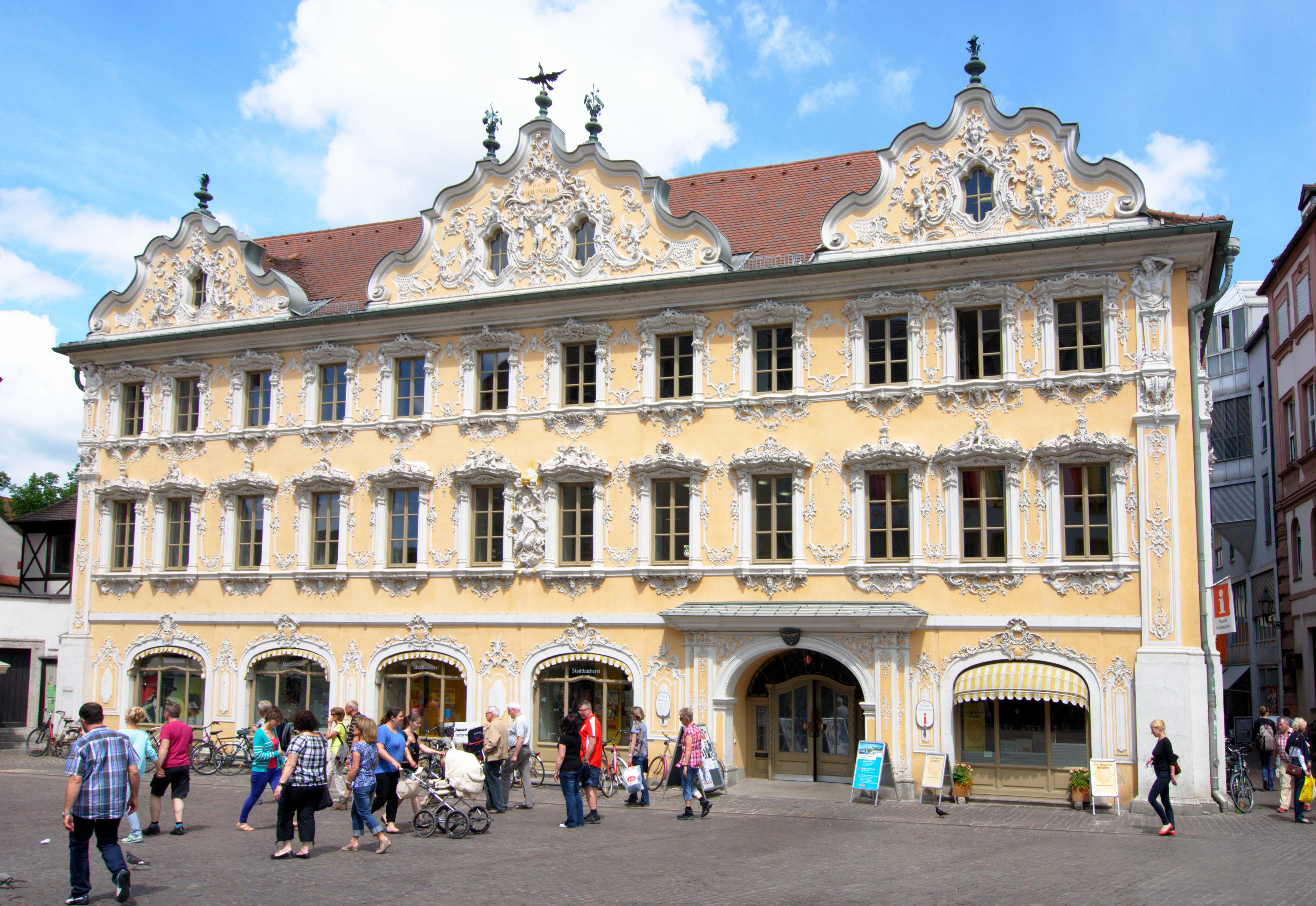
Casa del Halcón.

- La fortaleza de Marienberg fue durante mucho tiempo sede del obispo-príncipe. Se construyó, más que para defender a la ciudad, para defenderse de los ciudadanos. Se encuentra al otro lado del río, cruzando el Puente Viejo sobre el río Meno, sobre una colina que domina la ciudad.
- En la fortaleza de Marienberg se encuentra el Mainfranken Museum, con colecciones que abarcan desde la prehistoria hasta la actualidad. La fortaleza también alberga el museo de la ciudad, del que hay que destacar dos maquetas, una de la ciudad medieval y otra de la ciudad tras el bombardeo de 1945, además del pendón de san Cillian del siglo XII. * El Puente Viejo de Wurzburgo (o Antiguo Puente del Meno) fue construido entre 1473 y 1543, para reemplazar al románico que había sido destruido. Se adornó con estatuas en 1730 realizadas por Claude Curé, que había trabajado en Versalles, y los hermanos Becker. Las estatuas representan a 10 santos junto a una del rey Pipino el Breve y de su hijo, el emperador Carlomagno. Fue el primer puente románico de piedra construido por el arquitecto Enzelin. El puente fue destruido parcialmente en las inundaciones de 1342 y 1442.
- La catedral de San Kilian, de estilo románico muy sobrio y fue construida entre 1040 y 1225. Contiene interesantes esculturas de Tilman Riemenschneider y las tumbas de muchos de los obispos de la ciudad, además de un museo. La capilla de Schönborn, una capilla lateral añadida por los obispos del mismo nombre, está decorada con calaveras y huesos, tanto en el interior como en el exterior.
- El Lusamgärtchen (jardincito Lusam) es un pequeño patio amurallado en el lado norte de la iglesia de Neumünster. La tumba del trovador Walther von der Vogelweide está situada dentro del jardín. Desde 1930 un monumento recuerda al poeta en el Lusamgärtchen. La parte superior del monumento es un bebedero para los pájaros. Según la leyenda el deseo de Walther von der Vogelweide era que después de su muerte, lo enterraran debajo de un tilo y que los pájaros tuvieran siempre lo que necesitaran. Se dice también que las personas que tienen mal de amores van al monumento con una rosa para depositarla allí y olvidarse de sus problemas.
- La residencia del obispo, de estilo barroco y donde se han filmado hasta películas como Los tres mosqueteros con actores como Orlando Bloom.
- El Grafeneckart fue la residencia medieval de un tal duque Eckart, que fue asesinado en el edificio hacia 1200. A partir de 1316 se convirtió en el ayuntamiento de la ciudad. Se amplió varias veces en el renacimiento —incluyendo la torre— y el barroco, pero los dos primeros pisos datan de la época original de la construcción e incluyen una capilla gótica en su interior. Actualmente en el primer piso se encuentra un restaurante.
- La capilla Schönborn, una capilla funeraria barroca-rococó, diseñada por Maximilian von Welsch y Balthasar Neumann, una de las iglesias más notables de la ciudad.
- La llamada Marien Kapelle o Marktkirche, a pesar de llevar el nombre de capilla, es una iglesia gótica realizada en piedra arenisca roja y dorada cuya aguja fue copiada de la de Esslingen. A destacar la Anunciación en la portada y las estatuas de Adán y Eva, todo ello de Riemenschneider. Hay una tumba de un abad, en piedra, con una copa sostenida en el pecho, San Makario, que se abstuvo de beber vino toda su vida, y cuando hubo que celebrar la inauguración de un monasterio, y le hicieron brindar con una copa de vino hizo el milagro de la Conversión del vino en agua.
- "Falkenhaus" (casa del halcón) era la sede del párroco de la catedral en la Edad Media. Fue construida a principios del siglo XVIII. En 1735 Franz Thomas Meißner compró Falkenhaus y la usó como una posada. Tiene una fachada de estilo rococó, la más bonita de toda Alemania, que fue construida en 1751. Hasta el siglo XIX tuvo un salón de conciertos y de baile. En 1939 la ciudad de Wurzburgo compró la casa. El 16 de marzo de 1945 en la Segunda Guerra Mundial se destruyó completamente después de un bombardeo. La reconstrucción de Falkenhaus empezó en 1950. Desde 1952 tiene un centro turístico y es la biblioteca municipal.
- El Julius Spital es un hospital barroco, con un patio y una iglesia, construido por el obispo-príncipe Julius Echter. Su bodega medieval, junto con las del Palacio residencial y del Bürgerspital son los mejores sitios para probar el vino de Franconia (Frankenwein). Con 168 ha de viñedo, el Julius Spital es el segundo mayor productor de vino de Alemania.
- La casa burguesa "Stachel" fue en 1525 el lugar de encuentro de los ciudadanos y campesinos rebelados en la "Guerra de los Campesinos". Como señal de reunión, los rebeldes colgaban un mangual (Morgenstern) sobre la entrada. Es la posada más antigua de Würzburg. En este lugar nació un poema de Goethe porque él bebió vino mezclado con agua, cosa que no es muy habitual en Franconia.
- "Vierröhrenbrunnen" o "Fuente de las cuatro bocas" está entre el Ayuntamiento y el Puente Viejo del Meno, tiene cuatro bocas que son símbolos de virtud: valor, justicia, sabiduría y moderación. En el centro de la fuente hay un obelisco con una estatua de Franconia. El Ayuntamiento no puede estar situado más alto que la fuente, porque los consejeros no tenían el poder de decisión en Wurzburgo. Los obispos-príncipes gobernaban la ciudad y la fuente era un regalo de los obispos-príncipes para la ciudad. Hay una costumbre divertida en el carnaval, donde las personas lavan sus monederos vacíos en la fuente. Se dice que esto trae suerte para el futuro.

## Economía
La ciudad es conocida principalmente como centro administrativo. Los mayores creadores de empleo son la universidad y el ayuntamiento. La mayor empresa privada es Koenig & Bauer AG, fabricante de imprentas.

## Educación

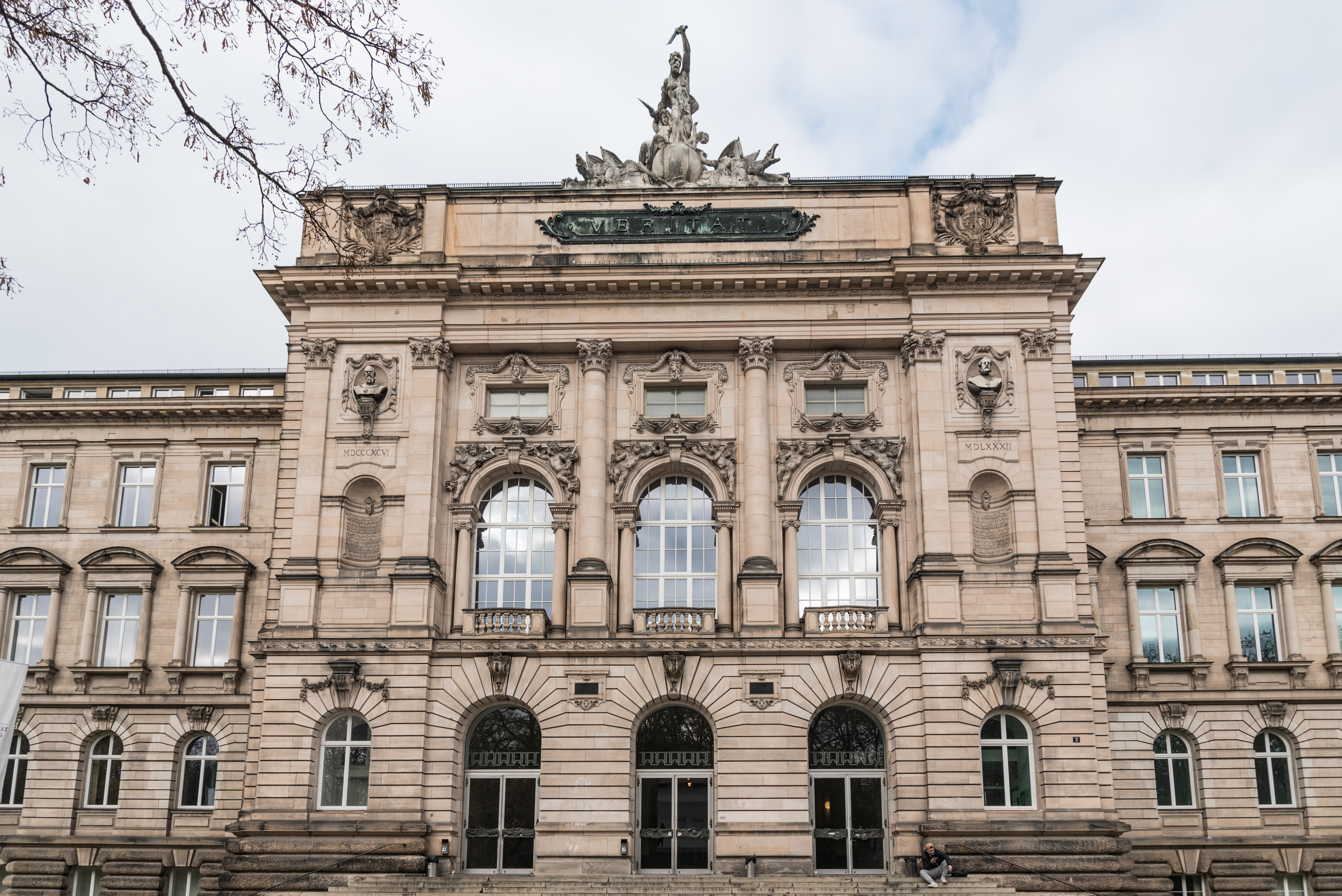
Edificio de la Universidad Julius Maximilians

La Universidad Julius Maximilians de Wurzburgo es una universidad pública alemana y una de las más prestigiosas del país. Fue fundada 1402 y fue la sexta universidad fundada en el ámbito germano, y la primera de Baviera. Su población estudiantil asciende a los 25 000, de los cuales más de 1000 provienen de otros países. La universidad cuenta con diez facultades: Facultad de Teología Católica, Facultad de Derecho, Facultad de Medicina, Facultad de Filosofía I (Ciencias Históricas, Filológicas, Culturales y Geográficas), Facultad de Filosofía II (Filosofía, Psicología, Ciencias Educativas y Sociales), Facultad de Biología, Facultad de Química y Farmacia, Facultad de Matemática e Informática, Facultad de Física y Astronomía y Facultad de Economía.
Con más de 9300 estudiantes y unos 200 profesores, la Universidad de Ciencias Aplicadas de Wurzburgo-Schweinfurt, o FHWS, es una de las mayores universidades de ciencias aplicadas de Baviera. FHWS se fundó en 1971 con dos ubicaciones que tienen éxito hasta el día de hoy: en las ciudades de Wurzburgo y Schweinfurt.
La Universidad de Música de Wurzburgo es actualmente una universidad pública. Se cuenta con más de 600 estudiantes y ofrece pregrados en dirección, canto, guitarra, instrumentos históricos, jazz, música sacra, piano, composición, teoría de la música, instrumentos orquestales y órgano.

## Transporte

### Transporte urbano

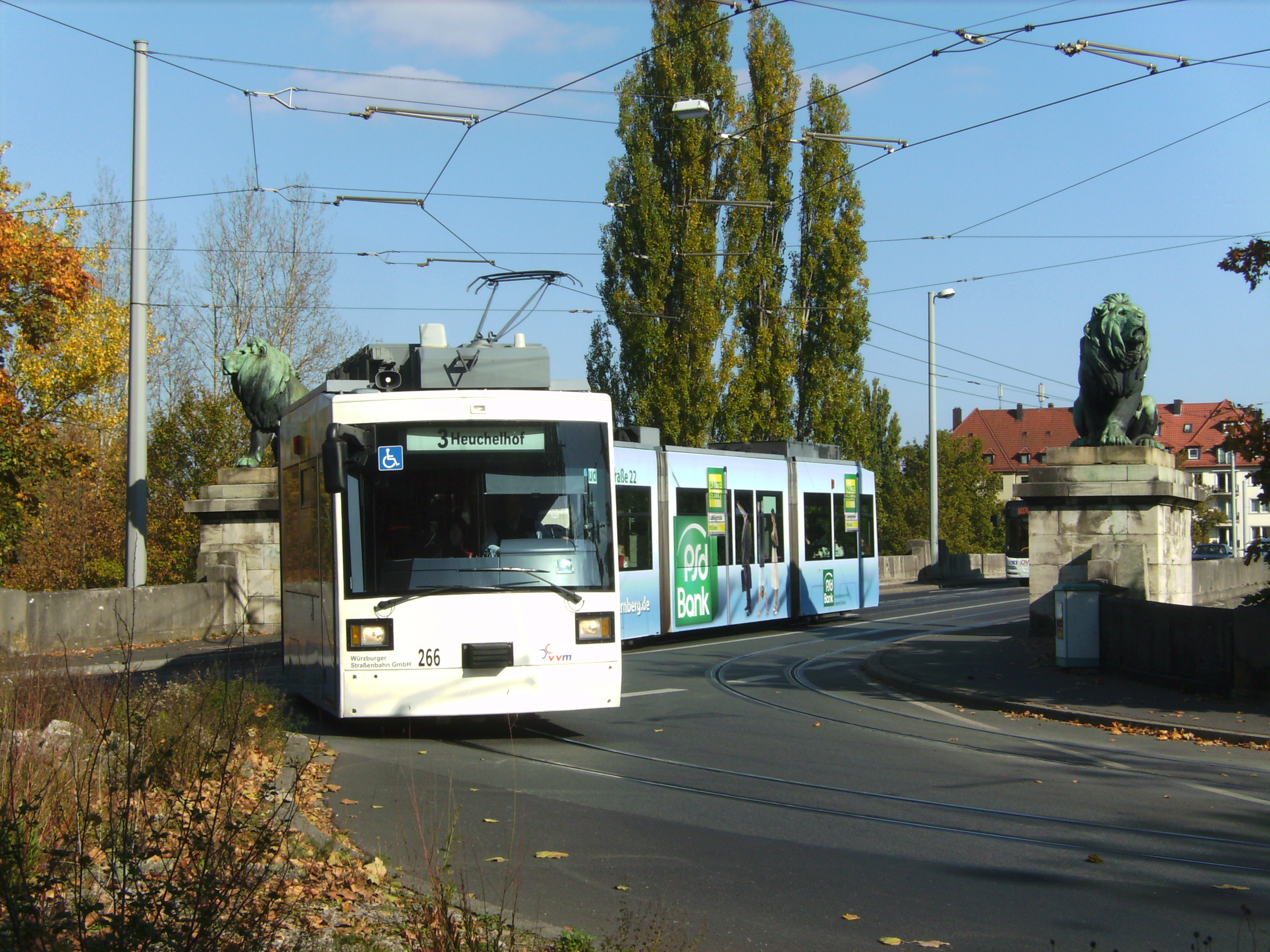
Tranvía de Wurzburgo.

La ciudad de Wurzburgo tiene un sistema de transporte servido por tranvías y buses. El tranvía de Wurzburgo cuenta actualmente con una red de cinco líneas a lo largo de 19,7 km. Hay un total de 48 paradas.

### Red vial
La ciudad se encuentra en la encrucijada de las autopistas A3 (frontera holandesa-Düsseldorf-Colonia-Fráncfort del Meno-Wurzburgo-Núremberg-Ratisbona-Passau-frontera austriaca) y A7 (frontera danesa-Hamburgo-Hanóver-Gotinga-Kassel-Wurzburgo-Ulm-frontera austriaca) y es el punto de partida de la autopista A81 (Wurzburgo-Heilbronn -Stuttgart-Singen).

### Ferrocarril
Wurzburgo es un nudo de vías importante para la Deutsche Bahn, con conexiones a Hamburgo, Núremberg, Múnich, Fráncfort, Colonia y Hanóver, muchas de cuyas vías son del InterCityExpress (ICE) de alta velocidad. Aquí comienza la línea de alta velocidad Hannover-Wurzburgo.

## Cultura

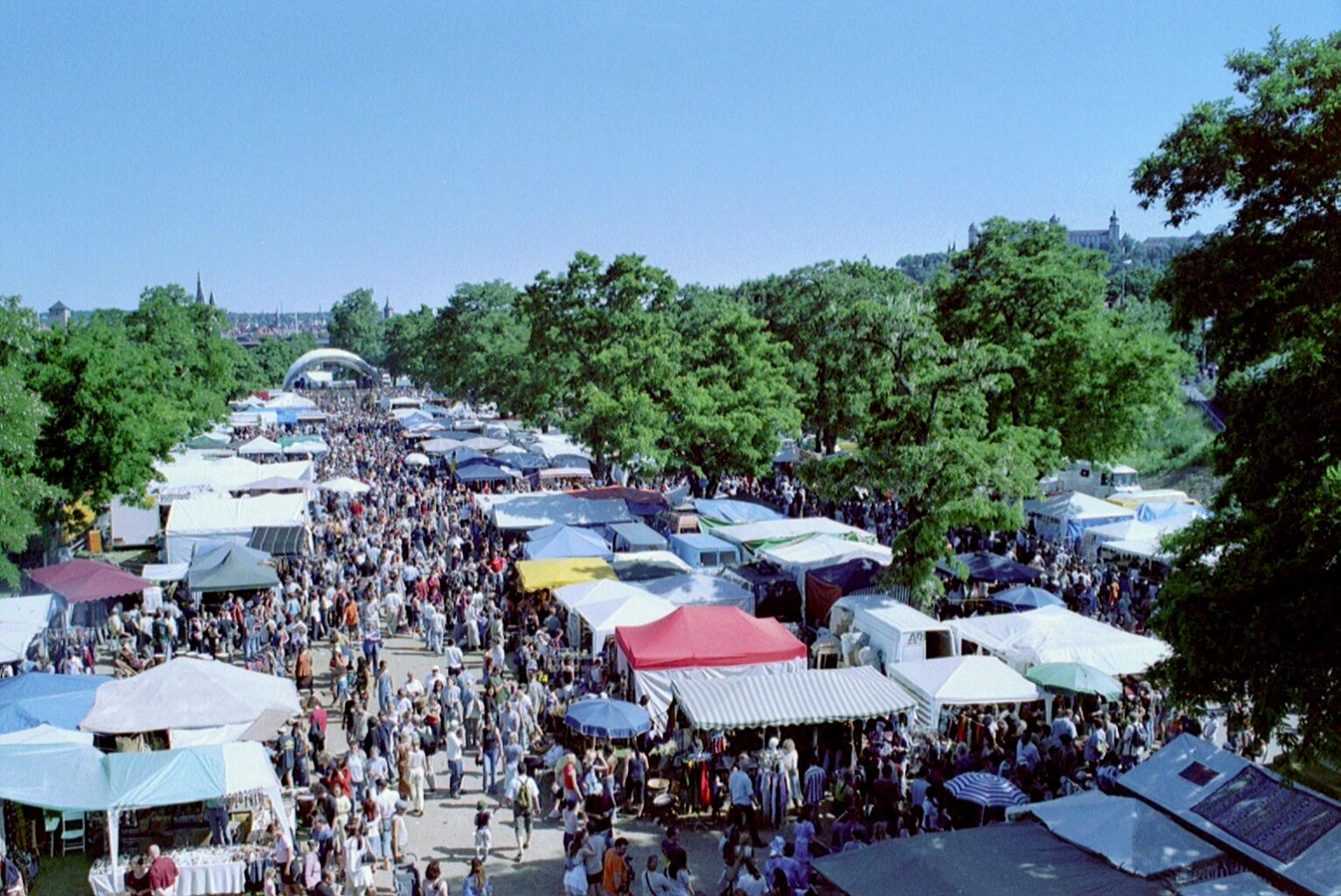
Africa Festival

Festivales a destacar son el Afrika Festival en junio, el Mozart Fest en junio/julio y el Umsonst und Draußen (traducción: «gratis y afuera»), en junio. El "Festival de Flamenco" en abril es único en su género en el sur de Alemania y uno de los más importantes de todo el país. En él se pueden encontrar profesionales de este bien cultural reconocido por la Unesco, tanto artistas españoles como de otras nacionalidades, que cantan, bailan y tocan la guitarra, unidos por la pasión del flamenco. En septiembre tiene lugar el "Stramu" (Festival für Straßenkunst), un festival de música gratuito en el que en pequeños escenarios repartidos por las calles y plazas del centro de la ciudad tocan grupos de música de diferentes estilos. En octubre se celebran el Würzburger Improtheaterfestival (Festival de Teatro Improvisado de Wurzburgo) y el Würzburger Jazz-Festival (Festival de Jazz de Wurzburgo).
El Internationale Filmwochenende Würzburg (Fin de Semana de Cine Internacional de Wurzburgo) es uno de los más antiguos y diversos festivales de cine de Alemania fundado en 1974. Es llevado a cabo exclusivamente con trabajo voluntario. Cuenta con unos 10 000 visitantes y se llegan a proyectar unas cincuenta películas de múltiples nacionalidades.

## Personas notables
Artistas notables que han vivido en Wurzburgo incluyen a Walther von der Vogelweide (siglos XII y XIII), el filósofo Albertus Magnus y el pintor Matthias Grünewald. Dos artistas que han dejado una huella permanente en la ciudad han sido el escultor Tilman Riemenschneider (1460-1531), que también fue alcalde de la ciudad y estuvo en las mazmorras del castillo, y Balthasar Neumann (1687-1753), arquitecto barroco que se encargó del Palacio Residencia, construyó también la fuente “Vierröhrenbrunnen” y sus estatuas en el siglo XVIII. Las estatuas originales están en el museo de Mainfranken. El interior del palacio fue decorado por Giovanni Battista Tiepolo y su hijo, Domenico.
Philipp Franz von Siebold estuvo entre los primeros europeos que visitaron Japón (en 1823). Werner Heisenberg nació en Wurzburgo en 1901. En la ciudad se encontraba el primer laboratorio de Wilhelm Röntgen, quien descubrió los rayos X en el Múnich Klinikum Grosshadern.
En Wurzburgo nació en 1924 Yehuda Amijai (nacido Ludwig Pfeuffer), que emigró con su familia a Palestina en 1935 y está considerado como el mayor poeta contemporáneo en lengua hebrea.
Dirk Nowitzki, jugador de baloncesto de Dallas Mavericks de la NBA, también es nativo de Wurzburgo. Fue jugador del equipo de la ciudad antes de dar el salto a la NBA, donde se convirtió en el primer europeo en ganar el premio MVP de la temporada. Maximilian Kleber es también nativo de Wurzburgo y jugador de baloncesto de Dallas Mavericks de la NBA. Anthony Randolph, también jugador de baloncesto, nació en Wurzburgo, aunque de padres estadounidenses.

## Ciudades hermanadas
- Faribault (Estados Unidos), desde 1949
- Caen (Francia), desde 1962
- Dundee (Reino Unido), desde 1962
- Rochester (Estados Unidos), desde 1966
- Mwanza (Tanzania), desde 1966
- Otsu (Japón), desde 1979
- Salamanca (España), desde 1980
- Suhl (Alemania), desde 1988
- Umeå (Suecia), desde 1992
- Bray (Irlanda), desde 2000